# Gladiator (boekenserie)
Gladiator is een jeugdboekenreeks van Simon Scarrow.

## Verhaal
Marcus Cornelius Primus is een jongen van tien die met zijn ouders op een boerderij werkt, tot zijn vader wordt vermoord. Na deze gebeurtenis worden zijn moeder en hij gevangen genomen. Ze worden slaaf, maar de slimme en sterke Marcus ontsnapt en vlucht. Hierna wordt hij op zijn zoektocht naar zijn moeder een jonge gladiator, die onderworpen is aan wrede regels en zware trainingen. zijn moeder wordt ondertussen als slavin gevangen genomen. Marcus wil zijn vader wreken en zijn moeder bevrijden en gaat hiervoor op zoektocht naar Pompeius, de enige man die zijn verhaal misschien wel gelooft. Hier start zijn gevaarlijke zoektocht. Hij draagt echter onbewust een levensgevaarlijk geheim met zich mee.

## Boeken in de serie
De gladiatorserie bestaat uit vier delen:
1. Vechten voor vrijheid (2011)
2. Straatvechter (2012)
3. Zoon van Spartacus (2013)
4. Wraak (2014)